# ماركو فيرتانن
ماركو فيرتانن (بالفنلندية: Marko Virtanen)‏ هو مدرب هوكي جليد فنلندي، ولد في 10 ديسمبر 1968 في يوفاسكولا في فنلندا.

## وصلات خارجية
- ماركو فيرتانن على موقع EliteProspects.com (الإنجليزية)
- ماركو فيرتانن على موقع HockeyDB.com (الإنجليزية)